# Reda Kateb
Reda Kateb (ur. 15 stycznia 1977 w Ivry-sur-Seine) – francuski aktor filmowy i telewizyjny. 

## Życiorys
Kateb urodził się w Ivry-sur-Seine we Francji, jako syn algierskiego aktora Malek-Eddine Kateba i francuskiej pielęgniarki Françoise Reznicek, pochodzenia czeskiego i włoskiego. Jest krewnym algierskiego pisarza Yacine'a Kateba. Dorastał w Ivry-sur-Seine w regionie paryskim, gdzie mieszkał do 2011 roku, zanim przeniósł się do Montreuil.
Laureat Cezara dla najlepszego aktora w roli drugoplanowej za kreację w filmie Hipokrates (2014) w reżyserii Thomasa Liltiego.

## Wybrana filmografia
- 2009: Prorok (Un prophète) jako Jordi
- 2012: Wróg numer jeden (Zero Dark Thirty) jako Ammar
- 2013: Guillaume i chłopcy! Kolacja! (Les garçons et Guillaume, à table!) jako Karim
- 2013: Gare du Nord jako Ismaël
- 2014: Hipokrates (Hippocrate) jako Abdel
- 2017: Django jako Django Reinhardt
- 2017: Zanurzeni (Submergence) jako Saif
- 2018: Bliscy wrogowie (Frères ennemis) jako Driss
- 2019: Nadzwyczajni (Hors normes) jako Malik
- 2019: Wilcze echa (Le chant du loup) jako Grandchamp[1]
- 2021: Obietnice (Les Promesses) jako Yazid Jabbi, dyrektor gabinetu mera jednego z miast departamentu Sekwana-Saint-Denis[2]
- 2022: Nos frangins jako Mohamed